# 黒いジャガー/アフリカ作戦
『黒いジャガー/アフリカ作戦』（原題：Shaft in Africa）は、1973年制作のアメリカ合衆国のアクション映画。
『黒いジャガー』シリーズ第3作目で、今回はパリとエチオピアが舞台。ジョン・ギラーミン監督。

## あらすじ
黒人の私立探偵ジョン・シャフトは、ニューヨークの自宅アパートで何者かに襲われ、麻酔薬を打ち込まれて連れ去られた。
気が付くと、シャフトはアフリカ連合の指導者エミール・ラミラのニューヨーク市内の拠点にいた。ラミラはシャフトに、パリを拠点とするアマフィ率いる黒人奴隷売買組織の存在と、彼の息子がその実態を暴こうと潜入したものの殺された事を打ち明け、25,000ドルの報酬で組織の実態を暴き出すという危険な任務を遂行するよう依頼する。
シャフトはラミラの種族マンタ人になりきるため、マンタ人の言葉や風習などをラミラの娘アレメから教わり、パリに向かうが、空港で早速命を狙われる。実は、ラミラの参謀ワッサがアマフィ一味に内通していたのだ。
その後、エチオピアのアディスアベバに飛んだシャフトは、アマフィの差し向けた刺客を倒しながら、組織の実態に迫っていく。

## キャスト
- ジョン・シャフト（英語版） - リチャード・ラウンドトゥリー（日本語吹き替え：内海賢二）
- アマフィ - フランク・フィンレー
- アレメ - ヴォネッタ・マギー
- ジャザール - ネダ・アルネリック
- エミール・ラミラ - サイ・グラント
- ワッサ - デベベ・エシェトゥ
- ジャック・マラン
- スピロス・フォーカス
- フランク・マクレー